# Medalles del Cercle d'Escriptors Cinematogràfics de 2022
La cerimònia de lliurament de les medalles del Cercle d'Escriptors Cinematogràfics de 2022 va tenir lloc el 6 de febrer de 2023. És considerada com la 78a edició de aquestes medalles, atorgades per primera vegada en 1945 pel Cercle d'Escriptors Cinematogràfics (CEC). Els premis tenien per finalitat distingir als professionals, estudiosos i difusors del cinema espanyol i —en menor mesura— del d'altres països pel seu treball durant l'any 2022. La cerimònia es va celebrar al Palacio de la Prensa de Madrid i va ser presentada per les actrius Sandra Cervera i Jelen García, i ha gaudit del suport d'EGEDA, Platino Educa, Fundació AISGE i BCN Film Fest, així com la col·laboració de Creativos 75, el mateix Palacio de la Prensa i la distribuïdora Sherlock Films.
Les nominacions foren anunciades el 15 de desembre de 2022 amb As bestas liderant les nominacions amb dotze, seguida per Cinco lobitos, Alcarràs i Modelo 77, amb nou, vuit i set candidatures, respectivament. As bestas va ser la gran triomfadora, amb 9 premis, mentre que Cinco lobitos només en va guanyar dos i Alcarràs un. Antonio Banderas va rebre el premi a la trajectòria i Carlos del Amor, periodista de RTVE, va rebre el premi a la labor periodística per les seves cròniques dels festivals.

## Múltiples nominacions i premis per pel·lícula
| Pel·lícula                     | Nominacions | Premis |
| ------------------------------ | ----------- | ------ |
| As bestas                      | 12          | 9      |
| Cinco lobitos                  | 9           | 2      |
| Alcarràs                       | 8           | 1      |
| Modelo 77                      | 7           | 0      |
| Cerdita                        | 4           | 0      |
| Mantícora                      | 3           | 0      |
| Los renglones torcidos de Dios | 3           | 0      |
| Girasoles silvestres           | 3           | 0      |
| La maternal                    | 2           | 0      |
| En los márgenes                | 2           | 0      |
| M'ho passaré bé                | 1           | 0      |
| No mires a los ojos            | 1           | 0      |
| Un año, una noche              | 1           | 0      |
| El cuarto pasajero             | 1           | 0      |

## Medalles competitives
| Millor pel·lícula | Millor director |
| --- | --- |
| - As bestas - Alcarràs - Cinco lobitos - Modelo 77 | - Rodrigo Sorogoyen — As bestas - Carla Simón — Alcarràs - Pilar Palomero — La maternal - Carlos Vermut — Mantícora |
| Millor actor | Millor actriu |
| - Denis Ménochet — As bestas com Antoine - Javier Gutiérrez — Modelo 77 com Pino - Miguel Herrán — Modelo 77 com Manuel - Nacho Sánchez — Mantícora com Julián                                                                             | - Marina Foïs — As bestas com Olga - Laia Costa — Cinco lobitos com Amaia - Anna Castillo — Girasoles silvestres com Julia - Bárbara Lennie — Los renglones torcidos de Dios com Alice Gould                                          |
| Millor actor secundari | Millor actriu secundària |
| - Luis Zahera — As bestas com Xan - Ramón Barea — Cinco lobitos com Koldo - Diego Anido — As bestas com Lorenzo - Manolo Solo — Girasoles silvestres com Roberto                                                                           | - Susi Sánchez — Cinco lobitos com Begoña - Marie Colomb — As bestas com Marie - Carmen Machi — Cerdita com Asun - Berta Pipó — Alcarràs com Glòria - Luisa Merelas — As bestas com Mare Anta - Bárbara Lennie — El agua com Isabella |
| Millor actor revelació | Millor actriu revelació |
| - Albert Bosch — Alcarràs com Roger - Mikel Bustamante — Cinco lobitos com Javi - Lluís Marqués — Girasoles silvestres com Alex - Christian Checa — En los márgenes com Raúl - David Lorente — M'ho passaré bé com Don Agustín             | - Laura Galán — Cerdita com Sara - Carla Quílez — La maternal com Carla - Zoe Stein — Mantícora com Diana - Anna Otín — Alcarràs com Dolors                                                                                           |
| Millor guió original | Millor guió adaptat |
| - Isabel Peña i Rodrigo Sorogoyen — As bestas - Alauda Ruiz de Azúa — Cinco lobitos - Carla Simón i Arnau Vilaró — Alcarràs - Alberto Rodríguez Librero i Rafael Cobos — Modelo 77                                                         | - Oriol Paulo, Guillem Clua i Lara Sendim — Los renglones torcidos de Dios - Carlota Pereda — Cerdita - Isa Campo, Isaki Lacuesta i Fran Araújo — Un año, una noche - David Muñoz i Félix Viscarret — No mires a los ojos             |
| Millor fotografia | Millor muntatge |
| - Alex de Pablo — As bestas - Daniela Cajías — Alcarràs - Álex Catalán — Modelo 77 - Jon D. Domínguez — Cinco lobitos | - Alberto del Campo — As bestas - Ana Pfaff — Alcarràs - Andrés Gil — Cinco lobitos - José M. G. Moyano — Modelo 77 |
| Millor música | Millor llargmetratge d’animació |
| - Olivier Arson — As bestas - Fernando Velázquez — Los renglones torcidos de Dios - Julio de la Rosa — Modelo 77 - Roque Baños — El cuarto pasajero                                                                                        | - Tadeu Jones 3: La taula maragda - Unicorn Wars - Inspector Sun y la maldición de la viuda negra - Black is Beltza II: Ainhoa |
| Millor llargmetratge documental | Millor pel·lícula estrangera |
| - El crítico de Juan Zavala i Javier Morales Pérez - Labordeta, un hombre sin más de Paula Labordeta i Gaizka Urresti - L’ombre de Goya par Jean-Claude Carrière de José Luis López-Linares - Sintiéndolo mucho de Fernando León de Aranoa | - Argentina, 1985 () — Santiago Mitre - Belfast () — Kenneth Branagh - Verdens verste menneske () — Joachim Trier - Top Gun: Maverick () — Joseph Kosinski                                                                            |
| Millor director revelació | |
| - Alauda Ruiz de Azúa — Cinco lobitos - Juan Diego Botto — En los márgenes - Elena López Riera — El agua - Carlota Pereda — Cerdita | |
| Medalla d'honor | |
| Antonio Banderas | |
| Medalla a la labor de promoció del cinema | |
| María José Pérez i Alberto Sestayo, caps de premsa d'Entertainment One | |
| Medalla a la labor periodística | |
| Carlos del Amor | |
| Medalla a la labor literària | |
| Cruz Delgado Sánchez | |
| Medalla a la solidaritat (ficció) | |
| Vasil (ficció) 100 días con la Tata (no ficció) | |